# Superparamagnetismo
Il superparamagnetismo è una forma di magnetismo tipica di nanoparticelle ferromagnetiche o ferrimagnetiche. In particelle sufficientemente piccole (di dimensioni confrontabili a quelle di un dominio magnetico del corrispondente materiale massivo), i momenti magnetici dei singoli atomi sono allineati. In questa situazione, la magnetizzazione può cambiare casualmente verso per effetto della temperatura. Questo fenomeno avviene in materiali per i quali l'energia necessaria per l'inversione del momento magnetico delle particelle è comparabile con l'energia termica del reticolo. Il tempo tipico tra due inversioni del momento magnetico è detto tempo di rilassamento di Néel. In assenza di un campo magnetico esterno, quando il tempo impiegato per misurare la magnetizzazione delle nanoparticelle è molto maggiore del tempo di rilassamento di Néel, la loro magnetizzazione appare essere in media zero: si dice che le nanoparticelle si trovano in uno stato superparamagnetico. In questo stato, un campo magnetico esterno può magnetizzare le nanoparticelle, in modo simile a un materiale paramagnetico. Tuttavia, la loro suscettività magnetica è molto maggiore di quella dei materiali paramagnetici.

## Analogie con il paramagnetismo
Si parla di paramagnetismo, la cui teoria fu sviluppata da Paul Langevin, quando si ha un insieme di atomi o molecole ciascuno dei quali possiede un momento di dipolo magnetico permanente. Un aggregato di tali oggetti in generale non detiene una magnetizzazione stabile perché disturbato continuamente dall'agitazione termica. Applicando un campo magnetico H ad un sistema di particelle del genere, essi si orienteranno seguendo il campo applicato H, ma una volta rimosso il campo esse torneranno ad essere un insieme "magneticamente disordinato".
Quando si parla di superparamagnetismo ci si riferisce ad un insieme di oggetti tali per cui il singolo elemento non è un solo atomo ma una regione compatta formata da un aggregato di 1000-100 000 atomi, ognuna delle quali possiede una propria magnetizzazione. Tuttavia l'insieme di questi oggetti (per esempio una dispersione di nanoparticelle) non possiede una magnetizzazione stabile perché disturbato continuamente dall'agitazione termica. Applicando un campo magnetico H a questo sistema, gli oggetti si orienteranno seguendo il campo applicato H, ma una volta rimosso il campo esse torneranno ad essere un insieme "magneticamente disordinato", con un comportamento analogo a quello di un paramagnete. 
È tuttavia possibile che scendendo a basse temperature - poche decine di Kelvin - le particelle superparamagnetiche rimangano "congelate magneticamente". Se si applicasse un campo magnetico H al sistema, a queste temperature, si osserverebbe un comportamento ferromagnetico. La temperatura per la quale ciò si verifica prende il nome di temperatura di bloccaggio.

## Applicazioni
Il superparamagnetismo trova applicazioni nei dispositivi spintronici (come gli hard disk dei computer) ultrasottili misti magneti/semiconduttori e nei ferrofluidi.